# Mậu Tuất

Logo Wikipedia Tết Mậu Tuất 2018

Mậu Tuất (chữ Hán: 戊戌) là kết hợp thứ 35 trong hệ thống đánh số Can Chi của người Á Đông. Nó được kết hợp từ thiên can Mậu (Thổ dương) và địa chi Tuất (Chó). Trong chu kỳ của lịch Trung Quốc, nó xuất hiện trước Kỷ Hợi và sau Đinh Dậu.

## Các năm Mậu Tuất
Giữa năm 1718 và 2138, những năm sau đây là năm Mậu Tuất (lưu ý ngày được đưa ra được tính theo lịch Việt Nam, chưa được sử dụng trước năm 1967):
- 1718
- 1778
- 1838
- 1898
- 1958 (18 tháng 2, 1958 – 7 tháng 2, 1959)
- 2018 (16 tháng 2, 2018 – 4 tháng 2, 2019)
- 2078 (12 tháng 2, 2078 – 1 tháng 2, 2079)
- 2138.

## Sự kiện năm Mậu Tuất
- Mùa đông năm Mậu Tuất (938), Ngô Quyền giết tên nội phản Kiều Công Tiễn và đại thắng quân Nam Hán trên sông Bạch Đằng, chấm dứt 1000 năm Bắc thuộc, mở đầu thời kỳ độc lập tự chủ lâu dài cho dân tộc. Ngô Quyền xưng vương và đóng đô ở Cổ Loa (Hà Nội).
- Năm Mậu Tuất (1418): Lê Lợi tổ chức khởi nghĩa Lam Sơn (Thanh Hóa), xưng là Bình Định vương, mở đầu cuộc kháng chiến chống quân Minh đầy gian khổ nhưng vô cùng oanh liệt. Khởi nghĩa Lam Sơn nhanh chóng lớn mạnh và thắng lợi hoàn toàn sau 10 năm (1418 - 1427).
- Năm 1898, tháng 4: Chiến tranh Tây Ban Nha–Mỹ
- Năm 1898, tháng 6: Bách nhật duy tân[1](Mậu Tuất biến pháp).